# Червоні скелі (заповідне урочище)
Червоні скелі — заповідне урочище місцевого значення в Україні. Розташоване на території Новоукраїнського району Кіровоградської області, поблизу сіл Піщаний Брід і Любомирка. 
Площа — 150 га, статус отриманий у 2002 році.